# Ngunut (Jumantono)
Ngunut is een bestuurslaag in het regentschap Karanganyar van de provincie Midden-Java, Indonesië. Ngunut telt 3333 inwoners (volkstelling 2010).